# Carlos Slim
Carlos Slim Helú (født 28. januar 1940) er en mexikansk ingeniør og forretningsmand, der hovedsagelig har koncentreret sine aktiviteter om telekommunikationsindustrien. Han er enkemand og har 6 børn.
Han var med en formue på 73.000.000.000 US dollars (svarende til 418.472.500.000 danske kroner) den rigeste person i verden, kåret af Forbes, i 2013. I og med at det mexicanske parlament indførte en strengere regulering af telemarkedet, og Slims mobilselskab América Móvil følgelig faldt i værdi, er han dog faldet på listen; værdien af hans formue opgøres i maj 2018 til 63.5 milliarder dollars. I maj 2018 er han ifølge Forbes således listet som den syvende rigeste mand i verden, og den rigeste mand i Mexico. 